# Donfonamo
Donfonamo ist eine osttimoresische Aldeia im Suco Bocolelo (Verwaltungsamt Laulara, Gemeinde Aileu). 2015 lebten in der Aldeia 380 Menschen.

## Geographie und Einrichtungen
Die Aldeia Donfonamo liegt im Süden des 2017 geschaffenen Sucos Bocolelo. Davor war Donfonamo Teil des Sucos Fatisi. Nördlich von Donfonamo befinden sich die Aldeias Ermequi und Mauberhatan. Im Osten grenzt Donfonamo an den Suco Tohumeta, im Süden an den Suco Fatisi und im Westen an die Gemeinde Liquiçá mit ihrem Suco Tibar (Verwaltungsamt Bazartete). Die Grenze zu Tibar bildet der Rio Comoro, der aber nur in der Regenzeit Wasser führt.
Das Zentrum der sehr schmalen Aldeia durchquert eine Straße, die im Norden in der Landeshauptstadt Dili beginnt und in Sarlala im Süden auf die Überlandstraße in die Gemeindehauptstadt Aileu führt. An der Straße in Donfonamo befindet sich neben einigen Häusern die Grundschule Bocolelo. Grob der Grenze zu Fatisi entlang zweigt nach Osten eine weitere Straße nach Tohumeta. An ihr liegt im Osten der Aldeia der Weiler Donfonamo. Einige Häuser des Ortes befinden sich im benachbarten Fatisi auf der anderen Straßenseite. Eine weitere Straße folgt dem Ostufer des Rio Comoros.